# Baltazaria servilis
Baltazaria servilis là một loài tò vò trong họ Ichneumonidae.